# السمكية
السمكية قرية عربية فلسطينية في قضاء طبريا. وقد تم تهجير سكانها خلال حرب التطهير العرقي التي اندلعت في الفترة من 1947 إلى 1948 في فلسطين الانتدابية في 4 مايو 1948، في إطار عملية ماتاتي. وكانت تقع على بعد 11 كيلومترا إلى الشمال الشرقي من طبريا، بالقرب من وادي الويداني.

## القرية قبل النكبة
كانت تقع في منطقة بركانية على الشاطئ الشمالي لبحيرة طبرية. وكانت طريق فرعية تصلها بالطريق العام الذي يمتد بمحاذاة شاطئ البحيرة ويؤدي إلى مدينة طبرية. وقد شيدت القرية بالقرب من موقع بلدة كفر ناحوم الرومانية البيزنطية وهذه البلدة التي لم يبق منها إلا الأنقاض، تعرف اليوم بتل حوم (أو تلحوم) على الرغم من عدم وجود أي تل في الموقع.

## إحتلال القرية وتطهيرها عرقيًا
يشير أحد المصادر إلى أن القوات الإسرائيلية طردت قبيلة طرب السمكية البدوية التي كانت تنزل في المنطقة وذلك في إطار عملية فرعية تابعة لعملية يفتاح يوم 4 مايو 1948، بهدف طرد سكان المنطقة وهدم منازلهم، ووصل الجليل الأسفل والجليل الأعلى بشريط واسع وآمن نسبياً من الأراضي الخاضعة لسيطرة اليهود. وفي 28 مايو جاء في صحيفة (نيويورك تايمز) أن (مراسلي وكالة إسوشييتد برس الذين جالوا في جبهات القتال شمالاً شرقاً، بصحبة القوات الإسرائيلية، وذكروا أن العرب طردوا طرداً شبه كامل من منطقة الجليل الشمالي في إطار عملية عسكرية إسرائيلية تدعى (المكنسة).

## القرية اليوم
تغلب النباتات البرية على موقع القرية، وتتبعثر في أرجائه أكوام حجارة البازلت، وبنيت فيه بضع شجرات نخيل ويستخدم جزء من الأراضي المجاورة مرعى للمواشي أما الجزء الآخر فقد غرس فيه شجر الجوز وسواه من الأشجار المثمرة.

## وصلات خارجية
- السمكية ترحب بكم